# Seznam olympijských medailistů ve střelbě
Sportovní střelba je olympijským sportem od roku 1896. Seznam olympijských medailistů ve sportovní střelbě je z důvodu rozsáhlosti rozdělen do dílčích seznamů dle jednotlivých disciplín.

## Muži
- 10 metrů vzduchová pistole
- 25 metrů rychlopalná pistole
- 50 metrů libovolná pistole
- 10 metrů vzduchová puška
- 50 metrů libovolná malorážka 3×40 ran polohový závod
- 50 metrů libovolná malorážka 60 ran vleže
- skeet
- trap
- double trap
- ukončené disciplíny

## Ženy
- 10 metrů vzduchová pistole
- 25 metrů sportovní pistole
- 10 metrů vzduchová puška
- 50 metrů libovolná malorážka 3×20 ran polohový závod
- skeet
- trap
- ukončené disciplíny